# Dorpsgemeente (rechtspersoon)
Een dorpsgemeente is een door Nederland in de koloniën ingevoerd rechtspersoon. De wet (G.B. 1938 no. 33) werd van kracht op 5 april 1938 in Suriname en Nederlands-Indië. Na de Surinaamse onafhankelijkheid werd de wet in 1977 en 1989 aangepast.
Een dorpsgemeente wordt bestuurd door een dorpshoofd (kapitein). Oorspronkelijk werd deze benoemd door de gouverneur, in Suriname na de onafhankelijkheid door de president. Het dorpshoofd wordt bijgestaan door een aantal bestuurders (basja's) die door de dorpelingen worden gekozen; ook het dorpshoofd is in principe door het dorp gekozen.
De wet kwam tot stand door Johannes Kielstra, toen gouverneur van Suriname, om de gemeenschappen te beschermen tegen economisch sterkeren.